# Erik Åman
Erik Wilhelm Åman, född den 29 april 1884 i Stockholm, död den 9 juni 1972 i Saltsjöbaden, var en svensk ämbetsman. 
Åman avlade mogenhetsexamen i Stockholm 1902 och juris kandidatexamen vid Uppsala universitet 1911. Han genomförde tingstjänstgöring vid Stockholms rådhusrätt 1911–1914. Åman anställdes sistnämnda år vid länsstyrelsen i Stockholms län, där han blev extra länsnotarie 1915, länsnotarie av andra graden 1918, av första graden 1922 och länsassessor 1937. Han var sekreterare i Stockholms läns landsting 1927–1938 och landssekreterare 1938–1947. Åman blev riddare av Vasaorden 1934 och av Nordstjärneorden 1942. Han vilar på Skogsö kyrkogård.